# 永作美和
永作 美和（ながさく みわ、11月11日 - ）は、日本の声優、女優。プロダクション東京ドラマハウス所属。茨城県出身。血液型はO型。

## 出演作品

### ナレーション
- 太陽生命デモVP
- シミックVP
- 一般体操紹介VP
- 三井住友海上賃貸保険VP

### ラジオCM
- 文化放送「アシタヘストライク!」

### ラジオ
- WEBラジオ「天然ゆるふわ妄想ラヂオ ナツミワ」

### TV
- スーパーモーニング
- ウルトラ・ダイエット

### 舞台
- 傘がない（朗読）
- ノスタルジック・カフェ〜1971・あの時君は〜
- 牡丹灯篭／角筈にて（朗読）
- 僕の東京日記
- カレッジ・オブ・ザ・ウインド
- マクベスの妻と呼ばれた女
- 四月になれば彼女は
- 歴女パーティー〜WAR・WAREWAR〜